# Атта (печера)
Атта — карстова печера в Німеччині, в околицях міста Аттендорн. Утворення печери розпочалось близько 400 млн років тому в ранньодевонську епоху. Печеру знайшли під час видобутку вапняку 19 липня 1907 року. З моменту відкриття її постійно відвідують туристи. Загальна довжина печери становить 6670 м. Печера Атта є однією з найвідвідуваніших карстових печер Німеччини — за рік її оглядають понад 350 тис. осіб.